# Ayresome Park
Der Ayresome Park war ein Fußballstadion in der englischen Stadt Middlesbrough, North Yorkshire. Er war seit seiner Errichtung  (Saison 1903/04) die Heimspielstätte des FC Middlesbrough, der 1995 in das neue  Riverside Stadium umzog.

## Geschichte

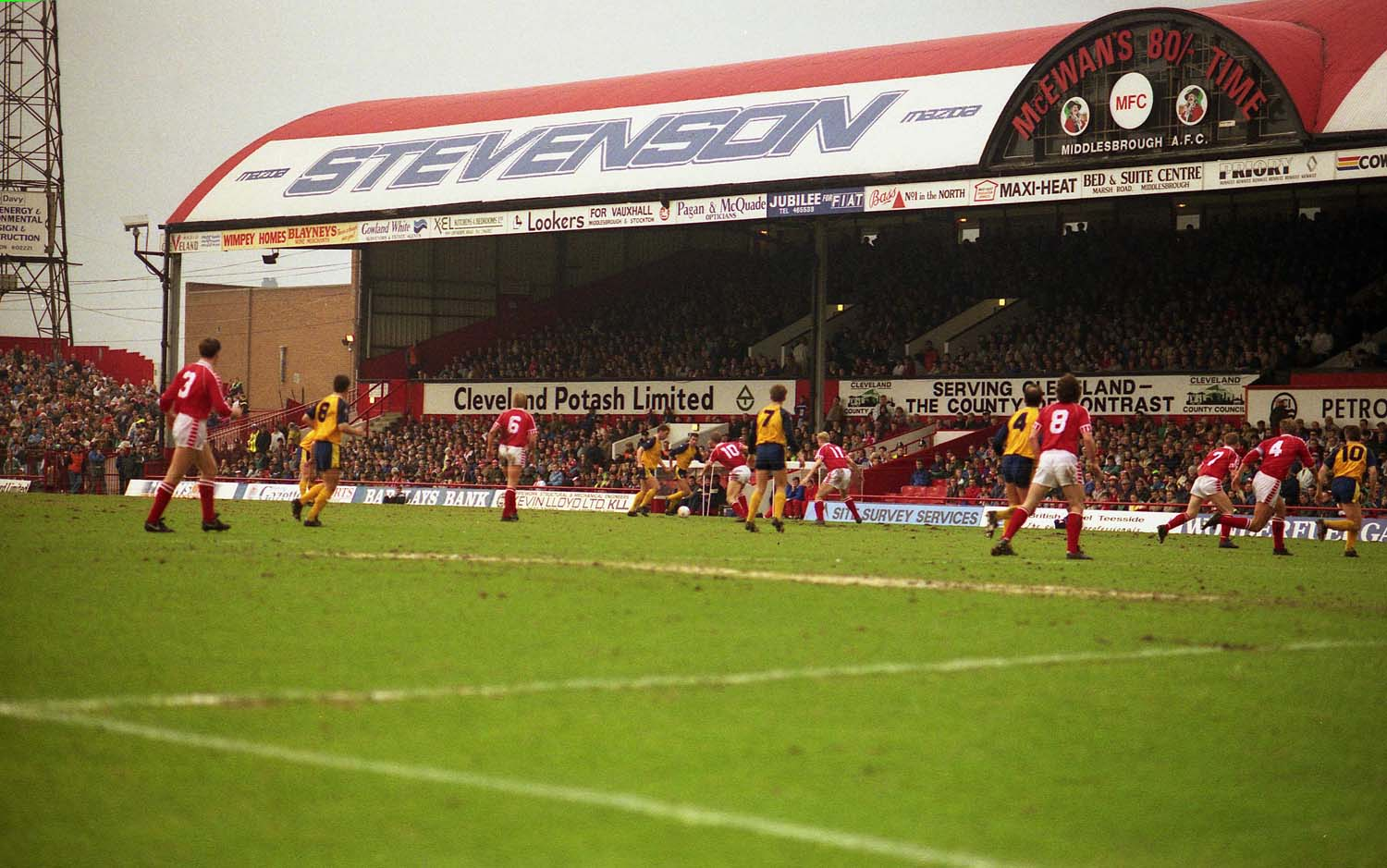
Der Ayresome Park im Jahr 1991

Der FC Middlesbrough hatte zuvor an der Linthorpe Road gespielt, aber die Aufnahme in die Football League erforderte ein verbessertes Stadion. Der Ayresome Park wurde in Paradise Field erbaut und grenzte unmittelbar an das alte Stadion von Middlesbrough Ironopolis, die in der Football League in der Saison 1893/94 gespielt hatten.
Der Zuschauerrekord liegt bei 53.802 und wurde am 27. Dezember 1949 im Spiel gegen den Lokalrivalen Newcastle United aufgestellt. Der Ayresome Park war zudem eine der Spielstätten für die WM 1966. Dort wurden drei Spiele absolviert, wobei die Mannschaften aus der Sowjetunion, Nordkorea, Italien und Chile zu sehen waren. Bei einer der größten Überraschungen in der Geschichte der Fußballweltmeisterschaften besiegte Nordkorea mit Italien eine der besten Fußballmannschaften im Ayresome Park mit 1:0 und qualifizierte sich für das Viertelfinale des Wettbewerbs. Dennoch waren die Besucherzahlen im Ayresome Park die geringsten im ganzen Turnier, wobei dem Spiel Nordkorea gegen Chile nur 15.887 Zuschauer beiwohnten.
In den frühen 1980er-Jahren war das Stadion deutlich veraltet und benötigte eine Reihe von Sanierungsarbeiten, um es auf den neuesten Entwicklungsstand zu bringen. Die Vorschriften des Taylor-Reports, eine Art Anforderungsprofil für die Sicherheit in den Stadien nach der Hillsborough-Katastrophe, verlangten dann, dass der FC Middlesbrough entweder eine Renovierung durchführen oder ein neues Stadion bauen sollte, um in der Premier League spielen zu können. Das letzte Spiel im Ayresome Park fand dann am 30. April 1995 beim 2:1-Sieg gegen Luton Town statt. Vor dieser Partie wurden eine Reihe von ehemaligen Spielern des FC Middlesbrough bei einer speziellen Ehrenrunde honoriert. Als Middlesbrough am Ende der Saison aufsteigen konnte, zog der Verein in der darauffolgenden Spielzeit in das neue Riverside Stadium um.
Der Ayresome Park wurde im Jahr 1997 abgerissen und durch Wohnanlagen ersetzt.